# Гумбольдт-парк

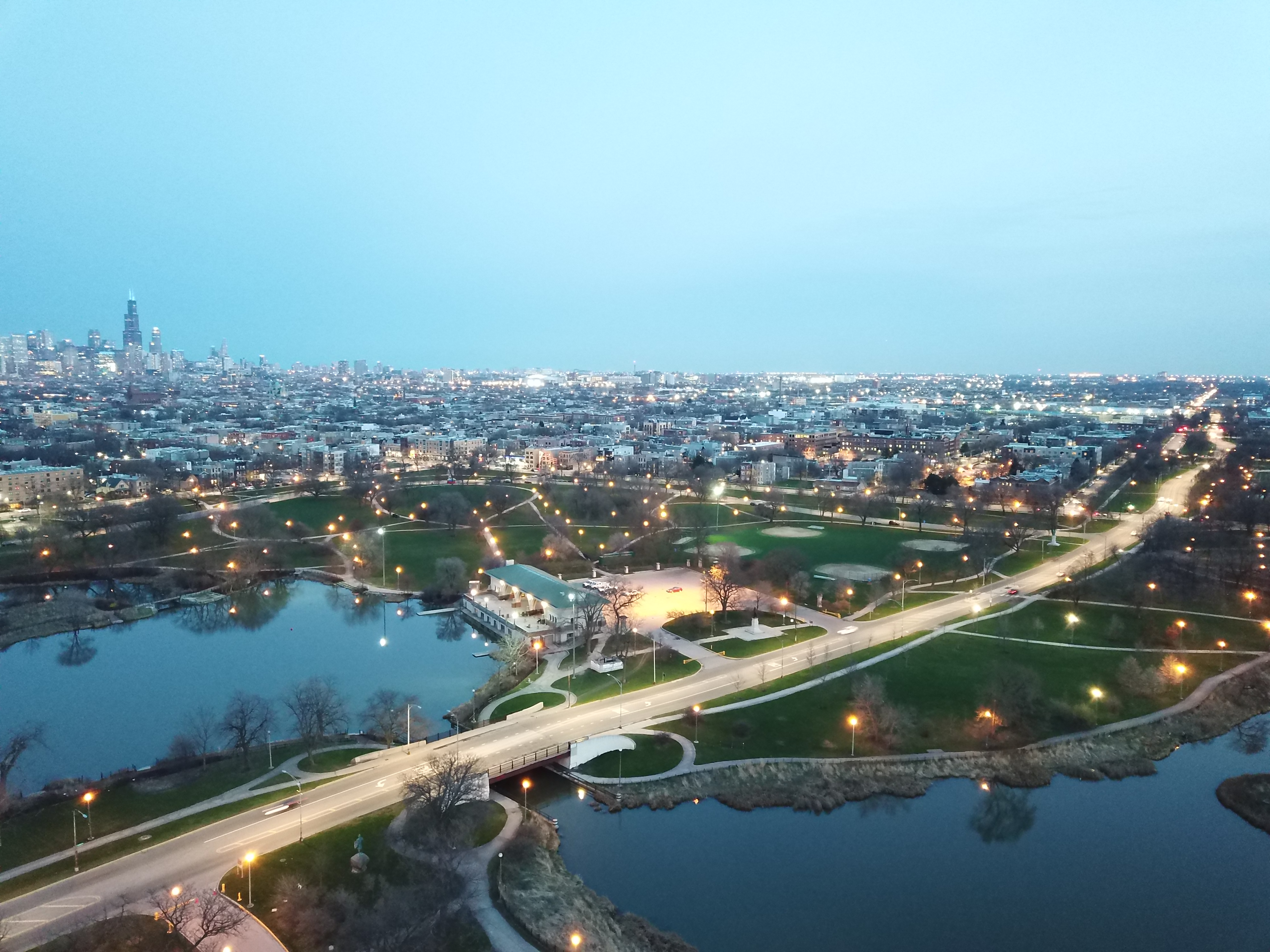
Аэрофотоснимок лодочного домика в Гумбольдт-парке

Гумбольдт-парк — парк площадью 84 гектара, расположенный по адресу 1400 North Sacramento Avenue в Вест-Сайде Чикаго, штат Иллинойс.
Парк был назван в честь Александра фон Гумбольдта, немецкого натуралиста и ботаника.

## История

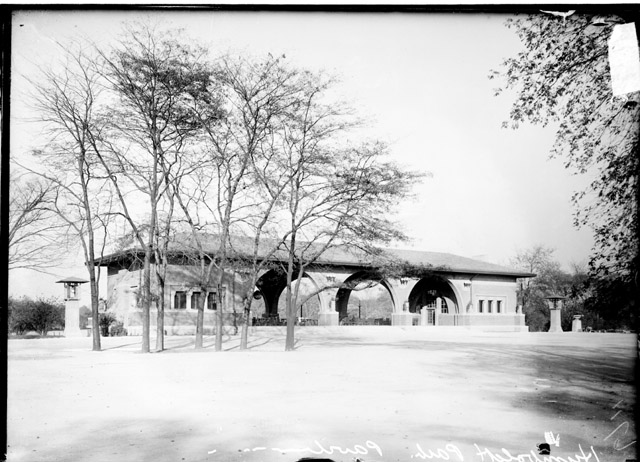
Павильон парка в 1908 году

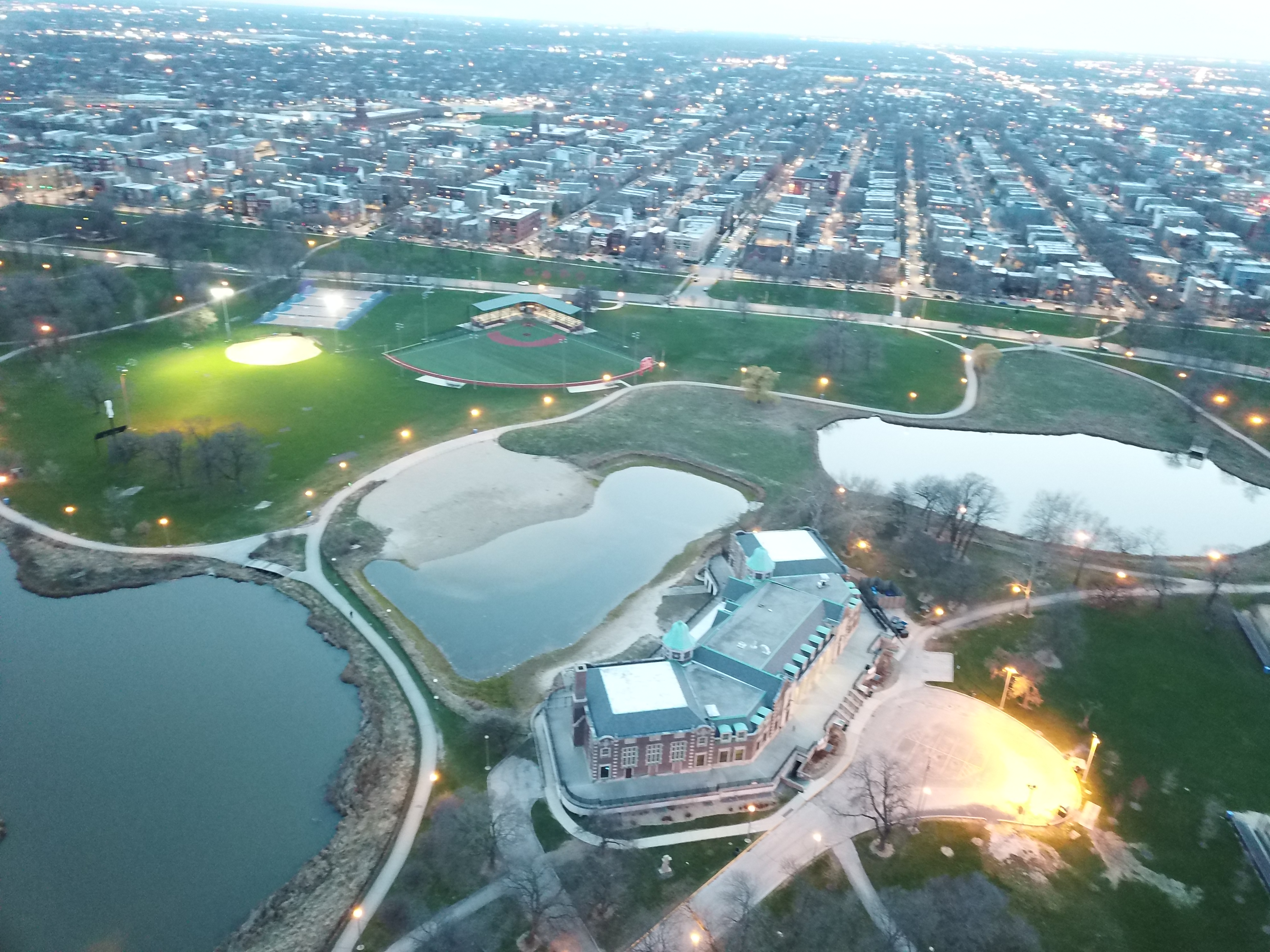
Аэрофотоснимок филдхауса и трапезной

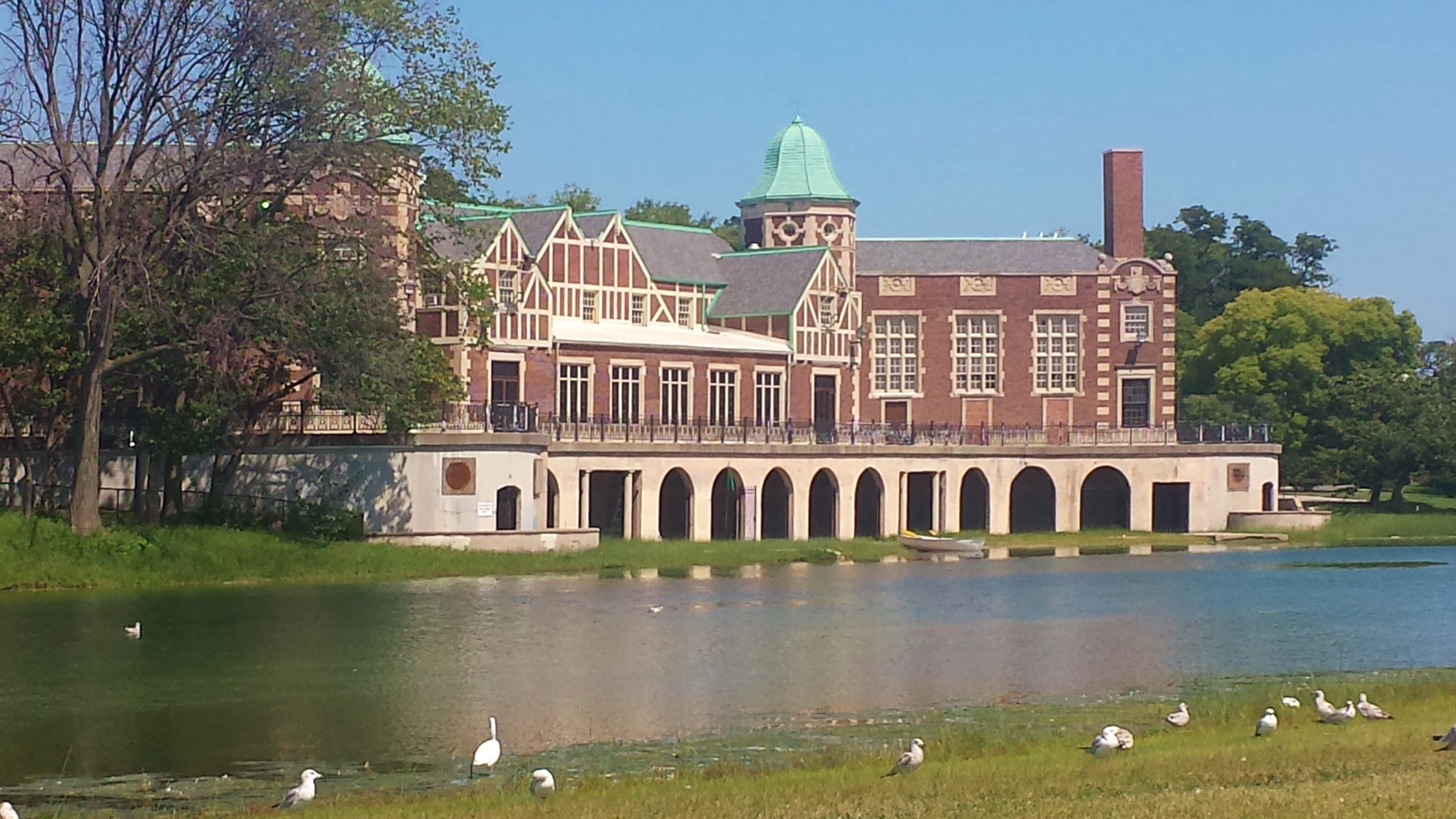
Филдхаус и трапезная

Уильям Ле Барон Дженни начал развивать парк в 1870-х годах, превратив плоский ландшафт прерий в «место для развлечений» с конными тропами и парой лагун. Первоначально он назывался «Северный парк» и был открыт для посетителей в 1877 году, но ландшафтные архитекторы, такие как Йенс Йенсен, внесли значительные дополнения в парк в течение следующих нескольких десятилетий. В период с 1905 по 1920 год Йенсен соединил две лагуны с рекой, разбил розовый сад, построил филдхаус, лодочный домик и музыкальный павильон.
В 2018 году Чикагский парковый округ и Фонд парков Чикаго в партнерстве с организацией Garden Conservancy улучшили формальный сад Йенса Йенсена. Они восстановили природный ландшафт и отремонтировали разрушающуюся инфраструктуру, получив премию имени Йенса Йенсена 2018 года от местного отделения Американского общества ландшафтных архитекторов.
В прошлом парк играл заметную роль для польской общины Чикаго. Парад в честь Дня Конституции Польши когда-то традиционно заканчивался у статуи Тадеуша Костюшко, которая находилась в парке до того, как она была перемещена на Променад Солидарности на набережной Музейного кампуса Чикаго в 1981 году. Кроме того, пианист и польский государственный деятель Игнаций Падеревский выступил с известным обращением, в котором он сплотил жителей Чикаго в поддержку дела свободной и независимой Польши.
С 2012 по 2014 год в Гумбольдт-парке проходил музыкальный фестиваль в стиле панк-рока Riot Fest и карнавал. В 2015 году трехдневный музыкальный фестиваль встретил противодействие со стороны олдермена Роберто Мальдонадо и местных жителей в связи с состоянием травы, отсутствием доступности во время и после фестиваля и джентрификацией прилегающей территории. Это привело к переносу фестиваля на юг, в Дугласс-парк.
В 2019 году в лагуне парка был обнаружен аллигатор, что привлекло большой интерес и внимание СМИ.

### Статус достопримечательности
В 1992 году парк был включен в Национальный реестр исторических мест. Павильон лодочного домика был назван памятником архитектуры Чикаго 13 ноября 1996 года. Конюшня и рецептория стали достопримечательностью Чикаго 6 февраля 2008 года.

## Конюшня и рецепторий
Конюшня и рецепторий представляют собой единое здание. Оно было построено в 1895—1896 годах в качестве фахверкового немецкого загородного дома, сочетающего в себе черты архитектуры возрождения королевы Анны. Эклектичная архитектура также включала некоторые черты ревайвализма и неороманского стиля, такие как турели и ричардсоновский внутренний двор с крытым крыльцом.
Рецепторий был центром для посетителей и главным зданием парка. В нём находился офис суперинтенданта парка, пост которого сначала занимал Йенс Йенсен. Здесь же посетители парковали свои кареты.
В задней части здания находилась конюшня со стойлами для 16 лошадей. Она менее богато украшена, но все же имеет множество люкарн и шпиль.

### Музей
Пуэрто-риканская община Чикаго арендовала конюшню, расположенную недалеко от Пасео Борикуа, для размещения Национального музея пуэрто-риканского искусства и культуры, который был открыт в 2009 году.

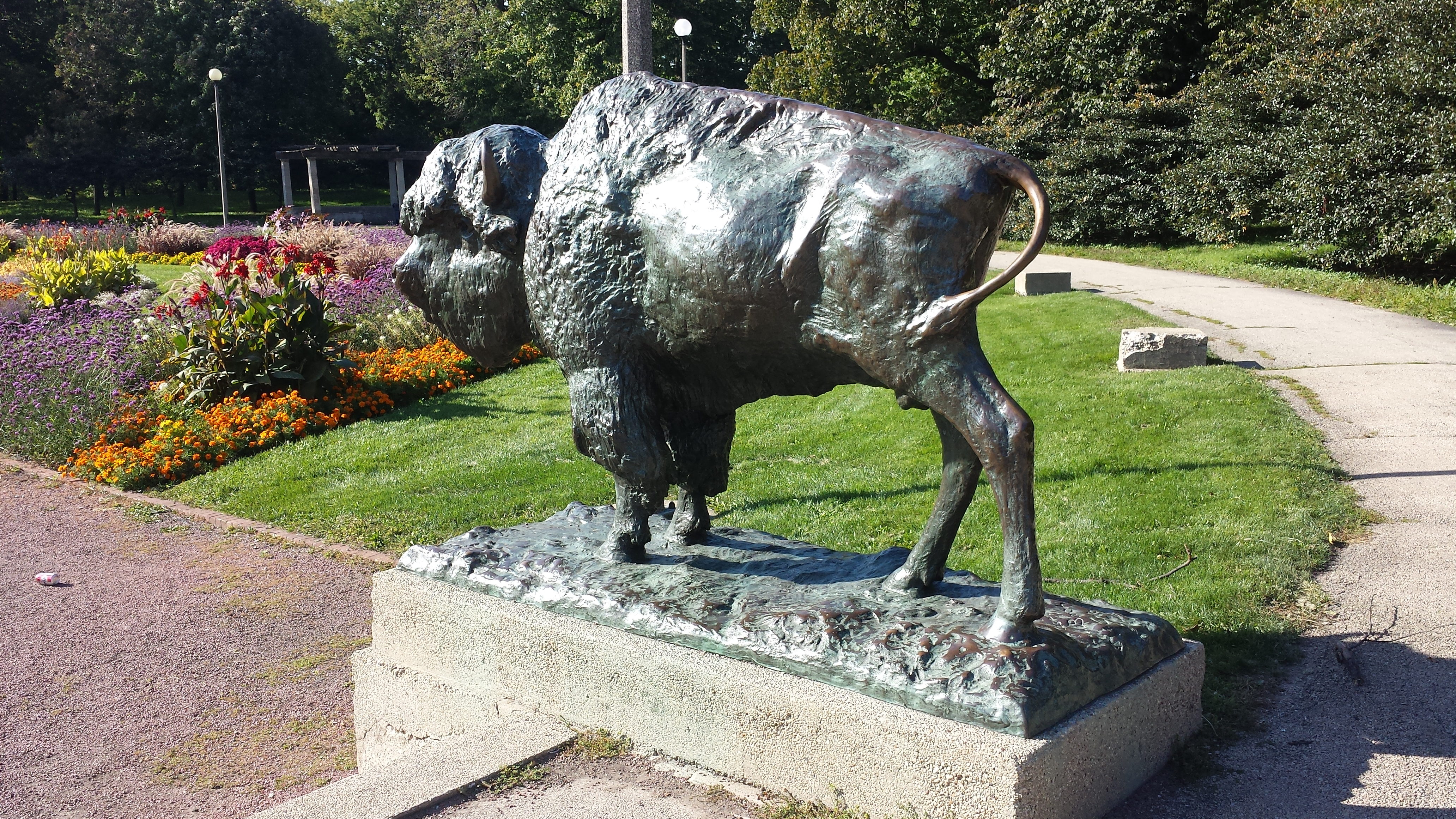
Бронзовая скульптура бизона у восточного входа в парк

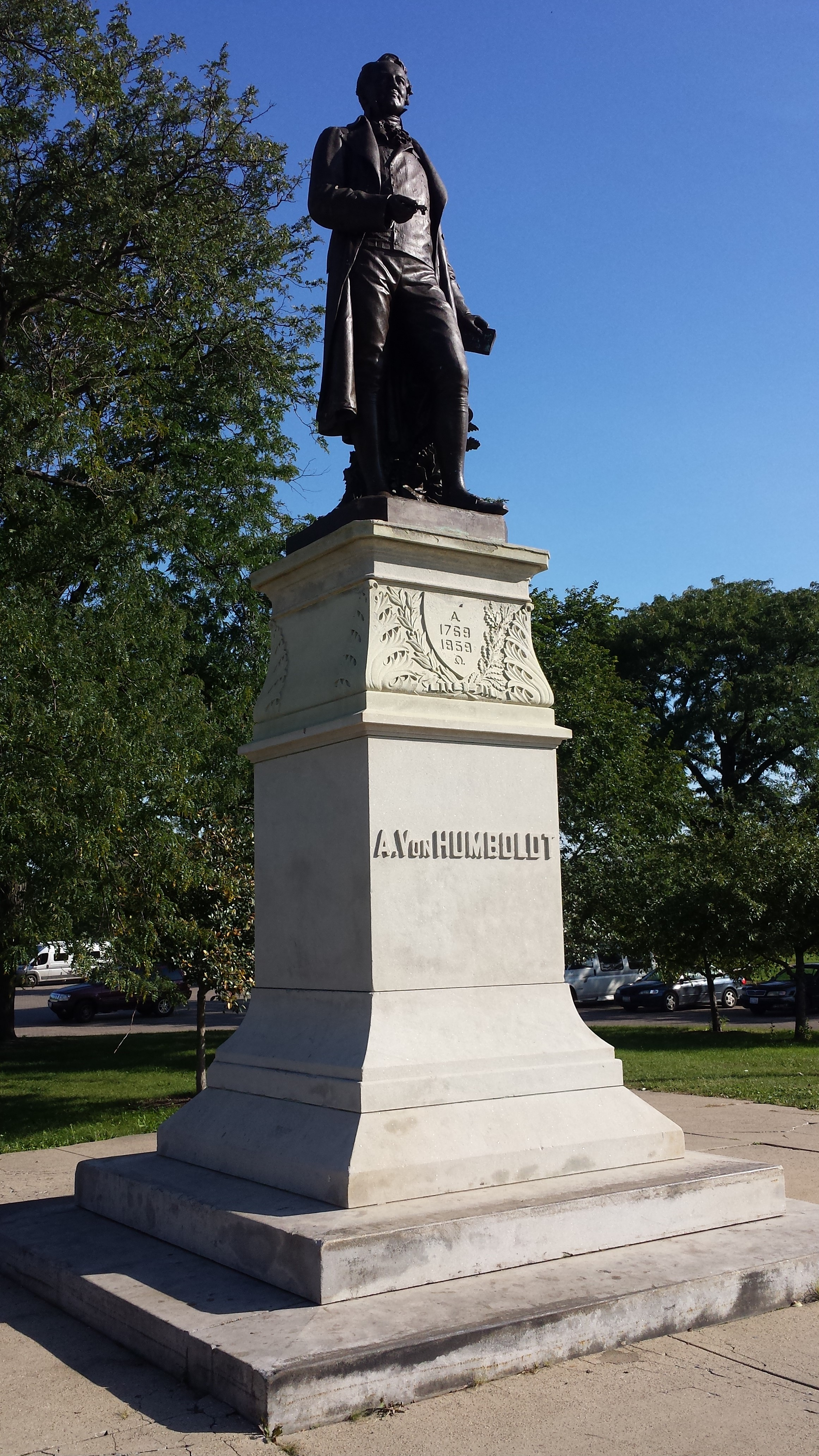
Статуя Александра фон Гумбольдта в парке

- Рядом с лодочным домиком стоит десятифутовая статуя Александра фон Гумбольдта. Скульптура, которую создал Феликс Горлинг, включает в себя глобус, веточку в правой руке, ящерицу на вершине рукописи и растения у его ног. Эти вкрапления должны были символизировать путешествия Гумбольдта и его роль в становлении геофизики и физической географии[7].

- На восточном входе в парк стоит пара бронзовых американских бизонов. Скульптор Эдвард Кемейс, также известный скульптурой львов у входа в Чикагский институт искусств, сделал бизонов для Всемирной выставки 1893 года[7]. Бронзовые репродукции были созданы Жюлем Берчамом. Они стоят в парке с 1915 года[8].

- Американские немцы, проживающие в Чикаго, заказали памятник Фрицу Рейтеру, немецкому писателю и политическому мученику[9]. Скульптор Франц Энгельсман также создал четыре рельефные доски с изображением достижений Рейтера, которые были помещены в основание скульптуры. Тем не менее, они были украдены в 1930-х годах[9].

- Статуя Лейфа Эриксона — бронзовая скульптура викинга, установленная на гранитном валуне в парке. Некоторые считают Эриксона первым европейцем, открывшим Северную Америку. Норвежская американская община Чикаго заказала памятник, который был создан норвежским художником Сигвальдом Асбьёрнсеном[10].

Кроме того, в парке когда-то находился памятник Тадеушу Костюшко работы Казимежа Ходзинского, который был создан на средства, собранные польской общиной Чикаго, и перенесен в 1981 году на берег озера.